# Fünf unter Verdacht
Fünf unter Verdacht ist ein Kriminalfilm des Regisseurs Kurt Hoffmann aus dem Jahr 1950. In der Hauptrolle verkörpert Hans Nielsen den Kriminalrat Thomsen, der einen Mord aufklärt.

## Handlung
Die dänische Hafenstadt Belgesund ist in einen dichten Nebel getaucht. Unter mysteriösen Umständen wird der Hausmeister eines privaten Gymnasiums ermordet. Als man seine Leiche findet, beginnt umgehend der eifrige Kriminalrat Thomsen, die genauen Umstände des Mordes zu ermitteln.
Es dauert nicht lange, bis er erkennt, dass sowohl die Schüler des Gymnasiums wie auch die Lehrer wohl einiges zu verbergen haben und in zwielichtige Geschehnisse eingebunden sind. Nach erfolgreicher Ermittlungsarbeit und einer wilden Verfolgungsjagd gelingt es ihm, den Mörder dingfest zu machen.

## Produktionsnotizen
Die Dreharbeiten begannen am 26. Oktober 1949 und endeten am 6. Dezember desselben Jahres. Der Drehort war Berlin. Als Atelier diente das Filmstudio Berlin-Tempelhof. Franz Bi war gemeinsam mit Botho Höfer für die Filmbauten verantwortlich.

## Erscheinungstermine und abweichende Filmtitel
Fünf unter Verdacht wurde am 3. März 1950 in Stuttgart uraufgeführt. In Griechenland kam er unter dem Titel Pente ypo ypopsian in die Kinos, in den USA unter dem Titel City in the Fog. Des Weiteren wurden in Deutschland noch die Titel Stadt im Nebel und Mord in Belgesund verwendet.

## Kritiken
Das Lexikon des internationalen Films bescheinigte dem Kriminalfilm, der in der Nachkriegszeit gedreht wurde, eine ausgezeichnete Kameraführung und Lichtregie.

## Vorlage
Die Literaturverfilmung basiert auf dem Roman Thomsen verhört die Prima der Schriftsteller Herbert Moll und Rudolf Becker.